# Batrachostomus
Batrachostomus és un gènere d'ocells de la família dels podàrgids (Podargidae).

## Taxonomia
Segons la classificació del Congrés Ornitològic Internacional, versió 11.1 (2021), aquest gènere està format per 12 espècies:
- podarg orellut (Batrachostomus auritus).
- podarg de Hartert (Batrachostomus harterti).
- podarg de les Filipines (Batrachostomus septimus).
- podarg estelat (Batrachostomus stellatus).
- podarg de Sri Lanka (Batrachostomus moniliger).
- podarg de Hodgson (Batrachostomus hodgsoni).
- podarg cuacurt (Batrachostomus poliolophus).
- podarg de Borneo (Batrachostomus mixtus).
- podarg de Horsfield (Batrachostomus javensis).
- podarg de Blyth (Batrachostomus affinis).
- podarg de Palawan (Batrachostomus chaseni).
- podarg banyut (Batrachostomus cornutus).